# カンサイ
株式会社カンサイホールディングスは、福岡県福岡市博多区に本社を置く総合卸商社である。

## 沿革
- 1954年（昭和29年）3月 - 資本金400万円で関西電業株式会社として設立。
- 1974年（昭和49年）7月 - 資本金を1590万円増資
- 1978年（昭和53年）12月 - 資本金を3390万円に増資
- 1986年（昭和61年）4月、有限会社稲垣電気商会を吸収合併、資本金を3,446万円に増資。
- 1987年（昭和62年）1月、北州電機産業株式会社を吸収し、関西電業グループの一員とする。
  - 同年3月、システムエンジニアリング部門を分離独立させ、株式会社アトム（現ロッコウアトム）を設立（資本金500万円）。
- 1991年（平成3年）3月より資本金を順次増資し1994年（平成6年）12月までに資本金9,600万円となる。
- 1999年（平成11年）11月、合資会社入江商会の営業権譲渡を受ける。
- 2002年（平成14年）3月、社名を株式会社カンサイへ変更。
  - 同年5月、株式会社日進商会の営業権譲渡を受ける。
  - 同年11月、株式会社本田商事の電材部門の営業権譲渡を受ける。
- 2007年（平成19年）7月、株式会社アトムと六興電設株式会社を合併し、株式会社ロッコウアトムとする。

## グループ企業
- 株式会社カンサイ
- 株式会社ロッコウアトム
- エコプラス株式会社
- 三葉電機工業株式会社
- 株式会社日進商会
- 九州昭和株式会社
- 株式会社カンサイ南九州社
- 株式会社カンサイしんこう
- 株式会社昭和電光
- 株式会社サワヤマ機材
- 株式会社カンサイ西九州社
- 株式会社アイ・シー・エス